# Hemisemidalis barnardi
Hemisemidalis barnardi är en insektsart som först beskrevs av Douglas E. Kimmins 1935.  Hemisemidalis barnardi ingår i släktet Hemisemidalis och familjen vaxsländor. Inga underarter finns listade i Catalogue of Life.